# أوجين هوبير
أوجين هوبير (بالفرنسية: Eugène Hubert)‏ هو مصرفي وكاتب مسرحي وشاعر فرنسي، (ولد في Sury-en-Vaux ‏ في فرنسا 1846 – 1904 م).